# Bill Aitken
Bill Aitken (* 15. April 1947 in Glasgow) ist ein schottischer Politiker und Mitglied der Conservative Party.
Aitken besuchte die Allan Glen’s School in Glasgow und war anschließend im Versicherungswesen tätig. Zwischen 1976 und 1996 war Aitken konservatives Ratsmitglied von Glasgow, dabei von 1980 bis 1984 sowie von 1992 bis 1996 Oppositionsführer. 1993 wurde er zum Lord Lieutenant von Glasgow bestellt.
Bei den Schottischen Parlamentswahlen 1999 kandidierte Aitken für den Wahlkreis Glasgow Anniesland, konnte sich jedoch nicht gegen den späteren Ersten Minister Donald Dewar von der Labour Party sowie den Kandidaten der SNP durchsetzen. Auf Grund des Wahlergebnisses erhielt Aitken aber das einzige Mandat der Regionalwahlliste für die Conservative Party in der Wahlregion Glasgow und zog in das neugeschaffene Schottische Parlament ein. Bei den Parlamentswahlen 2003 und 2007 kandidierte er jeweils für Glasgow Anniesland, konnte jedoch in beiden Fällen nur die dritthöchste Stimmenanzahl für sich verbuchen. Er zog aber jeweils wieder als Listenkandidat der Wahlregion ins Parlament ein. 2010 vermeldete Aitken zu den nächsten Parlamentswahlen nicht mehr anzutreten. Aitkens Nachfolgerin auf dem ersten Rang der Regionalwahlliste von Glasgow wurde Ruth Davidson.